# Virginia Slims of Atlanta 1983
Virginia Slims of Atlanta 1983 — жіночий тенісний турнір, що проходив на відкритих кортах з твердим покриттям в Атланті (США). Належав до Світової чемпіонської серії Вірджинії Слімс 1983. Тривав з 25 квітня до 2 травня 1983 року. Друга сіяна Пем Шрайвер здобула титул в одиночному розряді.

## Фінальна частина

### Одиночний розряд
Пем Шрайвер —  Кеті Джордан 6–2, 6–0
- Для Шрайвер це був 6-й титул за сезон і 40-й — за кар'єру.

### Парний розряд
Алісія Молтон /  Шерон Волш —  Розмарі Касалс /  Венді Тернбулл 6–3, 7–6
- Для Молтон це був 2-й титул за сезон і 3-й — за кар'єру. Для Волш це був 3-й титул за сезон і 14-й — за кар'єру.